# Pommereulla cornucopiae
Genre
Espèce
Synonymes
- Pommereulla elongata  Wight & Arn. ex Steud. (1841), nom. nud.

 Pommereulla  est une genre monospécifique de Graminées, originaire d'Inde et disparu au  Sri Lanka.
Pommereulla cornucopiae est une plante à fleurs de la famille des Poaceae. Cette espèce a été décrite scientifiquement pour la première fois par Carl von Linné le Jeune (L.f.) en 1779.
Linné le Jeune nomma cette plante en l’honneur de  Elisabeth Julienne de Pommereul, botaniste française qui travailla (entre autres) avec lui et son père, sur une classification conciliant le système de Tournefort avec celui de Linné ,.